# Martín Anselmi
Martín Anselmi, né le 11 juillet 1985 à Rosario (Argentine), est un entraîneur de football argentin.

## Biographie

### Débuts dans le football
Martín Anselmi naît à Rosario, dans la province de Santa Fe. Il joue au football durant sa jeunesse au Club Ferro Carril Oeste, mais déclare ne pas être fait pour y performer. Il obtient une formation de journaliste sportif à Buenos Aires, mais n'excerce jamais le métier. Il supporte le club de sa ville natale, les Newell's Old Boys, et déclare que son modèle comme entraîneur est son compatriote Marcelo Bielsa.
En 2015, Anselmi commence sa carrière comme éducateur en équipe de jeunes du CA Excursionistas, dans la banlieue de Buenos Aires. Il passe ensuite par le club de CAI avant de rejoindre le staff de Gabriel Milito au CA Independiente. Il devient par la suite adjoint de Francisco Berscé au CA Atlanta avant d'entraîner les équipes réserves du CD Universidad Católica de Quito puis du Cusco FC au Pérou. Il poursuit son apprentissage avec le club équatorien de l'Independiente del Valle, en tant qu'adjoint de Miguel Ángel Ramírez avec qui il gagne la première Copa Sudamericana de l'histoire du club en 2019. En 2021, il suit le technicien espagnol au SC Internacional, mais l'expérience ne dure que trois mois.

### Unión La Calera
Début 2022, il devient entraîneur principal de l'Unión La Calera, équipe de première division chilienne. Avec trois victoires en quinze matchs, il ne reste que quelques semaines en poste avant de résilier son contrat avec son club, relégable en championnat.

### Independiente del Valle
Le 30 mai 2022, Anselmi s'engage à nouveau avec l'Independiente del Valle, en tant que numéro un. En octobre, il gagne son premier trophée en professionnel en remportant la finale de la Copa Sudamericana 2022 face au São Paulo FC (2-0). Un mois plus tard, il mène son équipe à la victoire en coupe d'Équateur face au Club 9 de Octubre (3-1), la première de l'histoire du club. En championnat, son équipe, tenante du titre, termine troisième et se qualifie pour la Copa Libertadores 2023.
La saison 2023 débute par une victoire en Supercoupe d'Équateur face au champion en titre, le SD Aucas (3-0). Moins de trois semaines plus tard, en finale de la Supercoupe d'Amérique du Sud, les équatoriens s'imposent aux tirs au but lors du match retour au stade Maracanã face au CR Flamengo. Anselmi remporte ainsi son quatrième trophée en moins de six mois. Toutefois, le club est éliminé par les Colombiens du Deportivo Pereira en huitièmes de finale de la Copa Libertadores. L'Independiente del Valle vire en tête lors de la première phase de championnat, mais la seconde est plus compliquée avec une huitième place à la clé. L'équipe termine à nouveau troisième en cumulé, mais dispute la finale du championnat face au vainqueur de la phase retour, le LDU Quito. Après deux matchs nuls à l'aller et au retour, l'Independiente del Valle s'incline aux tirs au but. Deux jours plus tard, le club annonce le départ d'Anselmi.

### Cruz Azul
Le 20 décembre 2023, le club mexicain de Cruz Azul annonce l'arrivée d'Anselmi pour le tournoi de clôture du championnat 2024. Son équipe termine deuxième de la phase régulière et atteint la finale des play-offs face au Club América. Après un match nul à l'aller (1-1), Cruz Azul s'incline au retour (0-1) et termine vice-champion du Tournoi Clausura 2024. En fin d'année, alors que son équipe termine nettement en tête de la phase régulière du tournoi d'ouverture du championnat 2024, celle-ci est éliminée en demi-finales des play-offs, à nouveau par le Club América.

### FC Porto
Le 27 janvier 2025, le FC Porto annonce l'arrivée du technicien argentin jusqu'en juin 2027. Le 1 juillet 2025, il résilie son poste d'entraineur.

## Palmarès
|  |  | |  |                                                         |  |  |  |
|  |  | Independiente del Valle - Coupe d'Équateur : - Vainqueur en 2022 - Supercoupe d'Équateur : - Vainqueur en 2023 - Serie A : - Vice-champion en 2023 - Copa Sudamericana : - Vainqueur en 2022 - Recopa Sudamericana : - Vainqueur en 2023 |  | Cruz Azul - Liga MX : - Vice-champion en 2024 (clôture) |  |  |  |